# Войскунський Євгеній Львович
Євге́ній Льво́вич Войску́нський (рос. Евге́ний Льво́вич Войску́нский, 9 квітня 1922, Баку — 3 липня 2020) — російськомовний азербайджанський радянський та російський письменник-фантаст та перекладач. Більшість своїх творів він написав у співавторстві зі своїм двоюрідним братом Ісаєм Лукодяновим.

## Біографія
Євгеній Войскунський народився у 1922 році в Баку. Після закінчення середньої школи він поступив у Ленінградську академію мистецтв, проте в 1940 році призваний на службу у військово-морський флот. Під час німецько-радянської війни Войскунський брав участь у обороні півострова Ханко де служив разом із Михайлом Дудіним, а пізніше в обороні Ленінграда. Пізніше працював військовим кореспондентом. Після закінчення війни служив у військово-морському флоті до 1956 року, отримав звання капітана-лейтенанта, заочно закінчив Літературний інститут імені Горького. Активну літературну діяльність розпочав із 1961 року. Із 1971 року письменник живе у Москві. Тривалий час разом із Дмитром Біленкіним і Аркадієм Стругацьким Войскунський керував Московським та Всесоюзним семінарами молодих письменників-фантастів.

## Літературна творчість
Літературну творчість Євгеній Войскунський розпочав у 1955 році книгою морських оповідань. З 1961 року розпочав роботу в жанрі наукової фантастики разом із своїм двоюрідним братом Ісаєм Лукодяновим. Зі слів самих авторів, поштовхом до написання їх першого фантастичного роману була дорожня пригода, свідками якої вони стали в рідному для них місті Баку, під час якої пішохід лише дивом проскочив перед колесами вантажівки. На короткий час Войскунському і Лукодянову здалось, ніби пішохід пройшов скрізь автомобіль, який наїхав на нього, неначе як ніж через масло. І саме ідея проникності твердих тіл лягла в основу їх першого спільного і найкращого роману «Екіпаж «Меконгу»», в якому описуються як найновіші наукові відкриття, так і таємниці минулого. Роман умовно входить до дилогії, яку називають «Інститут фізики моря». До неї також включають роман «Ур, син Шама», в якому описується історія хлопчика-шумера, якого іншопланетяни забрали на свою планету, та який завдяки парадоксу Ейнштейна після повернення на нашу планету потрапив у 70-ті роки XX століття. Найпомітнішими іншими фантастичними творами дуету письменників є романи «Дуже далекий Тартесс», «Плескіт зоряних морів», «Незаконна планета», повість «Чорний стовб», оповідання «Прощання на березі», а також цикл творів «Життя і пригоди Олексія Новикова, космічного розвідника». У письменницькому дуеті Ісай Лукодянов був генератором фантастичних ідей та технічних подробиць, а Войскунський переважно робив літературну обробку текстів творів. Проте плідне співробітництво письменників порушилось у зв'язку із незалежними від них причинами. Після публікації роману «Ур, син Шама» письменників звинуватили в сіонізмі, і тривалий час вони не могли публікуватися. Ці звинувачення та неможливість друкуватися призвели до того, що Лукодянов важко захворів, і невдовзі помер, а Войскунський на тривалий час відійшов від написання фантастики. Після 1980 року Войскунський пише переважно твори про німецько-радянську війну «Кронштадт», «Світ тісний», а також роман, присвячений тривалому періоду історії колишнього СРСР «Румянцевський сквер». Лише наприкінці 90-х років XX століття письменник повернувся до жанру фантастики, та опублікував повісті «Химера», яка є переробкою раніше опублікованого оповідання дуету письменників «Прощання на березі», і «Відрядження».
Євгеній Войскунський відомий не лише як письменник, але й як перекладач із азербайджанської мови. Він переклав російською мовою більшість творів азербайджанського письменника Гусейна Аббасзаде.
Помер Євген Войскунський 3 липня 2020 року в Москві.

## Переклади
Твори Євгенія Войскунського та Ісая Лукодянова перекладені англійською, угорською, румунською, французькою, болгарською, японською, німецькою та іншими мовами.

## Нагороди та премії
Євгеній Войскунський нагороджений орденом Вітчизняної війни, двома орденами Червоної зірки, орденом «Знак Пошани», та медалями «За бойові заслуги», «За оборону Ленінграда» і «За перемогу над Німеччиною у Великій Вітчизняній війні 1941—1945 рр.». У 1984 році за твори про військових моряків Войскунський отримав премію імені Костянтина Симонова. У 2003 році Євгеній Войскунський отримав премію імені Єфремова за визначний внесок у розвиток фантастики, а в 2004 році отримав премію Російського Конвенту шанувальників фантастики. У 2009 році Євгеній Войскунський отримав премію імені братів Стугацьких в номінації «Критика і публіцистика», а в 2011 році отримав премію «Аеліта» за визначний внесок у галузі фантастики.

## Особисте життя
Євгеній Войскунський був одружений, його син Олександр Войскунський є відомим російським психологом, спеціалістом із впливу Інтернету на психіку людини.